# Sudanell
Sudanell là một đô thị trong tỉnh Lérida, cộng đồng tự trị Cataluña Tây Ban Nha. Đô thị Sudanell có diện tích là 8,36 ki-lô-mét vuông, dân số năm 2009 là 876 người với mật độ 105, 02 người/km². Đô thị Sudanell có cự ly km so với tỉnh lỵ Lérida.